# Цицернакаберд

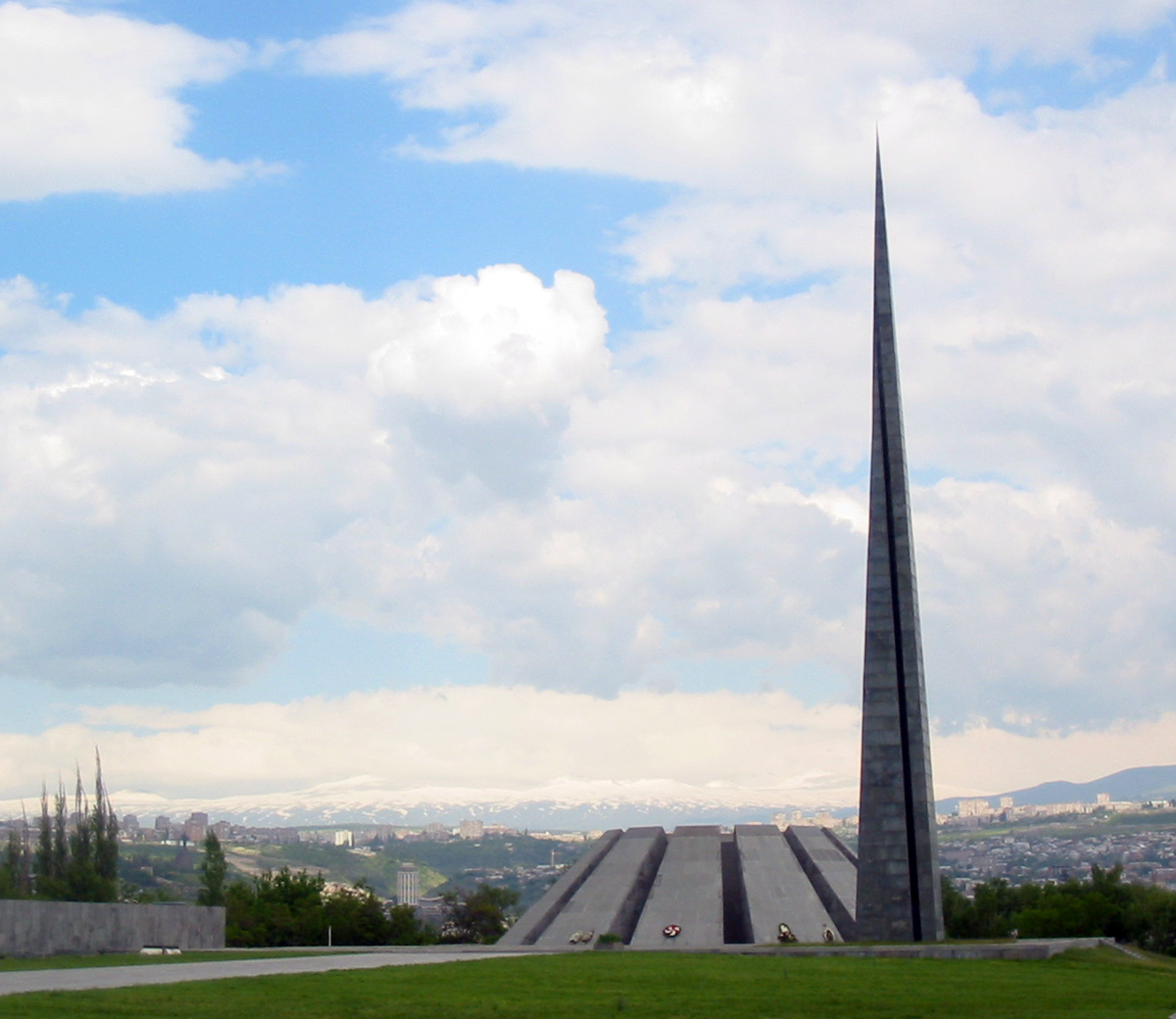
Цицернакаберд

40°11′9″ пн. ш. 44°29′26″ сх. д. / 40.18583° пн. ш. 44.49056° сх. д.
Цицернакаберд (вірм. Ծիծեռնակաբերդ — «фортеця ластівки») — меморіальний комплекс в Єревані, присвячений жертвам Геноциду вірмен 1915 року. Розташований на однойменному пагорбі.

## Ідея меморіалу і будівництво
Будівництво комплексу, подібного Цицернакаберду в Радянські часи — само по собі факт надзвичайний. Досить сказати, що закон про будівництво в Єревані пам'ятника «в пам'ять жертв геноциду 1915 року» виявився єдиним документом вірменською мовою, прийнятим ЦК КП Вірменії протягом 1960-х років. Незвичайність подібного рішення послужила приводом для народження кількох версій про обставини його прийняття. Згідно з найпоширенішою з них, радянська влада була змушена дати згоду на будівництво пам'ятника після відкритих виступів громадськості в Єревані в 1965 році.
Існує й інша версія, прихильником якої, зокрема, є директор національного архіву Вірменії Аматуні Вірабян. Згідно з цією версією, будівництво комплексу було санкціоновано центральною і місцевою радянською владою. Ініціатором ідеї став перший секретар ЦК КП Вірменії Акоб Заробян, який в 1964 році склав доповідну до центральних органів влади з пропозицією побудувати «монумент на згадку про загиблих вірмен у Першій світовій війні». Як мотивацію останніх у даному питанні Вірабян припускає намір зміцнити вплив на вірменську діаспору в руслі радянської пропаганди. А протести були, нібито, організовані для пом'якшення реакції з боку Туреччини.
Ідея створення меморіалу була публічно озвучена в 1965 році, в 50-у річницю геноциду. Для місця будівництва був вибраний пагорб Цицернакаберд, що підноситься над ущелиною річки Раздан. У березні 1965 року був оголошений конкурс, на який були представлені 78 робіт, з яких 4 дійшли до фіналу. З них був вибраний проект архітекторів С. Калашяна і В. Хачатряна «Прапор Вірменської РСР», який відрізнявся відсутністю складних архітектурних форм.
Згідно з задумом авторів, він повинен був стати «месою в пам'ять безневинно загиблих і, водночас, бути заповітом для нас, тих, хто вижив, він повинен був бути зрозумілий всім, незалежно від національності і віросповідання, і, нарешті, повинен був стати центром, де будуть документуватися і публікуватися факти з історії геноциду вірмен».
Спорудження меморіального комплексу було в основному завершене через два роки, хоча окремі його елементи добудовувалися аж до середини 1990-х років.

## Меморіальний комплекс
44-метрова стела символізує волю до відродження вірменського народу. Вздовж всієї стели від основи до вершини тягнеться глибокий виріз або розлом, що розділяє її на дві частини. Стела символізує розколотий вірменський народ, менша частина якого живе у Вірменії, а більша — в діаспорі.
Поруч зі стелою знаходиться постамент — конус, утворений дванадцятьма великими кам'яними плитами. У центрі конуса, на глибині 1,5 метрів горить вічний вогонь. Існує поширена думка, що плити символізують собою 12 провінцій, в яких в основному відбувалася різанина. Або ж з кількістю вілайєтів, які згідно з Севрським договором, повинні були бути передані Вірменії, хоча цих вілайєтів, насправді, було менше. Іноді число 12 пов'язують з кількістю апостолів. Однак, Сашур Калашян, один з архітекторів комплексу, пояснює, вибір числа 12 так:
|  | У процесі проектування ми пробували комбінації з 4, 6, 8, 12 і 16. Перед нами стояло завдання естетичне і тільки. |

Калашян, пояснюючи символізм постаменту вказує, що постамент «як би величезна надгробна плита в пам'ять безневинно загиблих. І оскільки біль втрати жива і сьогодні, то плита ця, наче не загоюються рана, дала тріщину і розкрила перед нами безодню повну горя».
Там же, поруч зі стелою знаходиться стометрова Стіна жалоби з назвами місцевостей (міст і сіл), за якими проходив шлях депортованих під час геноциду вірмен.

## Музей Геноциду
Останньою добудованою будівлею комплексу став відкритий в 1995 році на іншому кінці парку музей геноциду (архітектори Калашян і Мкртчян). Музей майже цілком знаходиться під землею, складається з двох поверхів загальною площею 2000 м².
У музеї представлені деякі знімки, зроблені німецькими фотографами (у тому числі Арміном Вегнером), а також їх публікації. Недалеко від музею знаходиться алея, де іноземні державні діячі садять дерева в пам'ять про жертв геноциду.

## Галерея

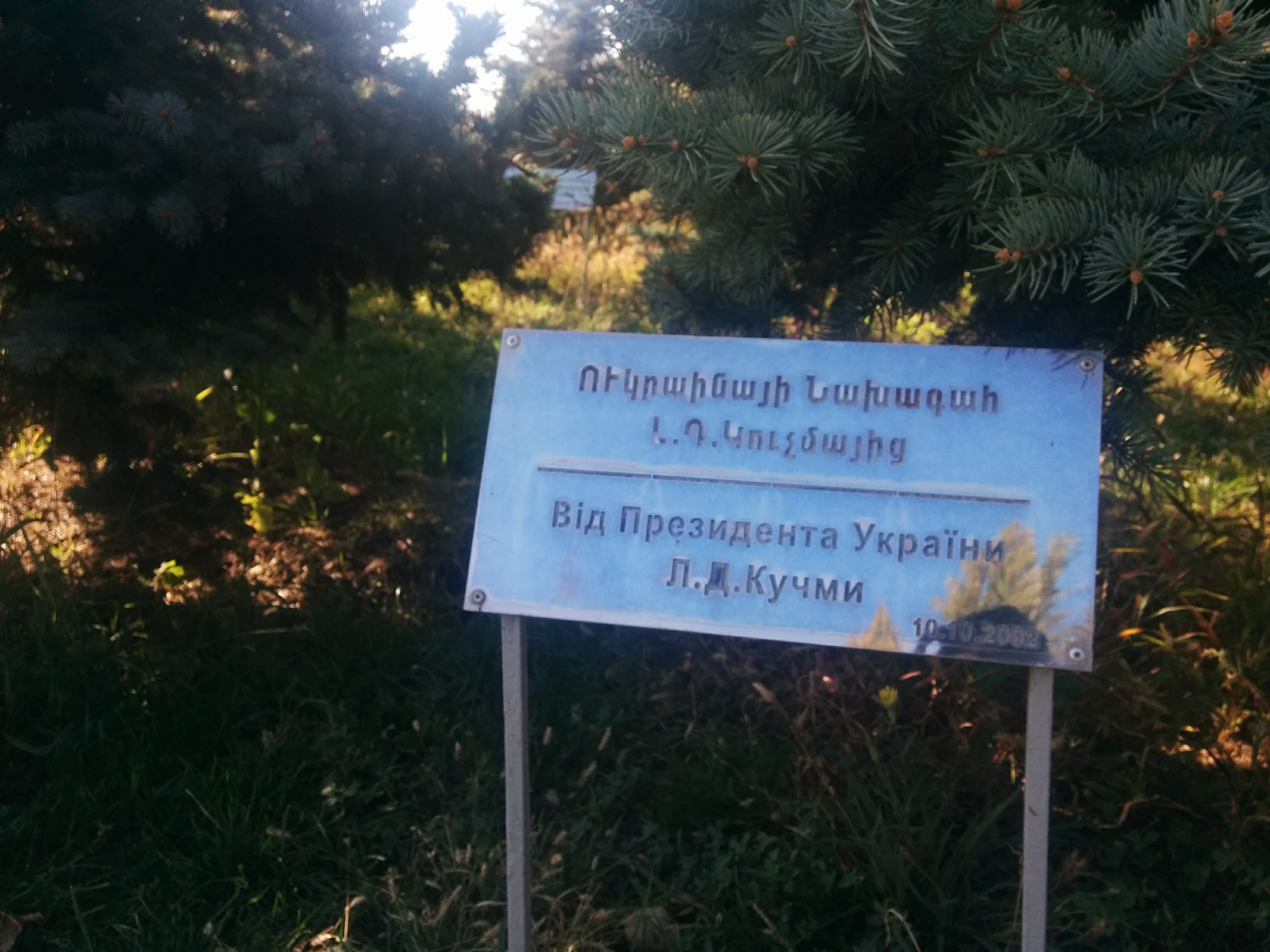
Алея в Цицернакаберді. Дерево від Леоніда Кучми
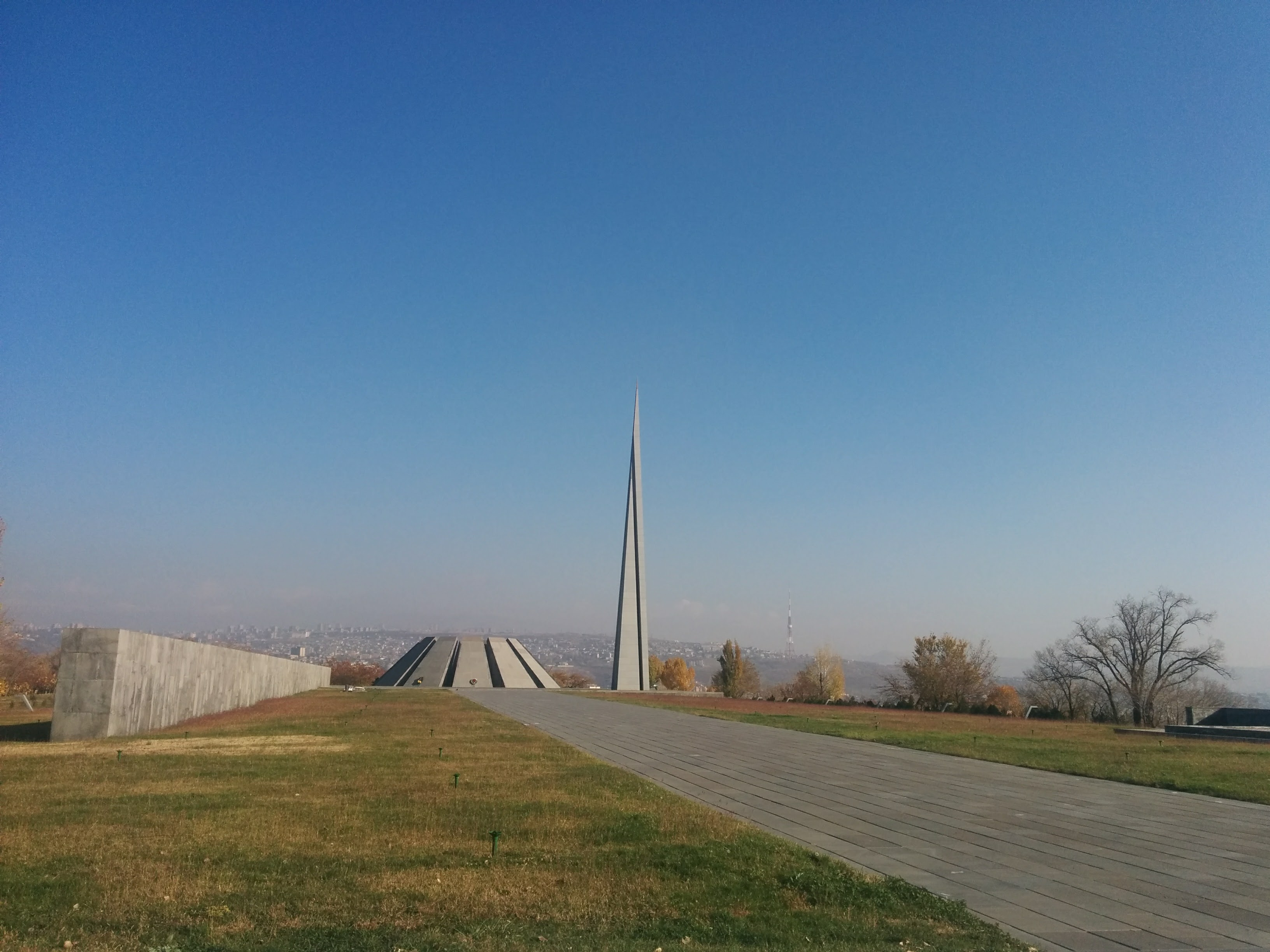
Цицернакаберд
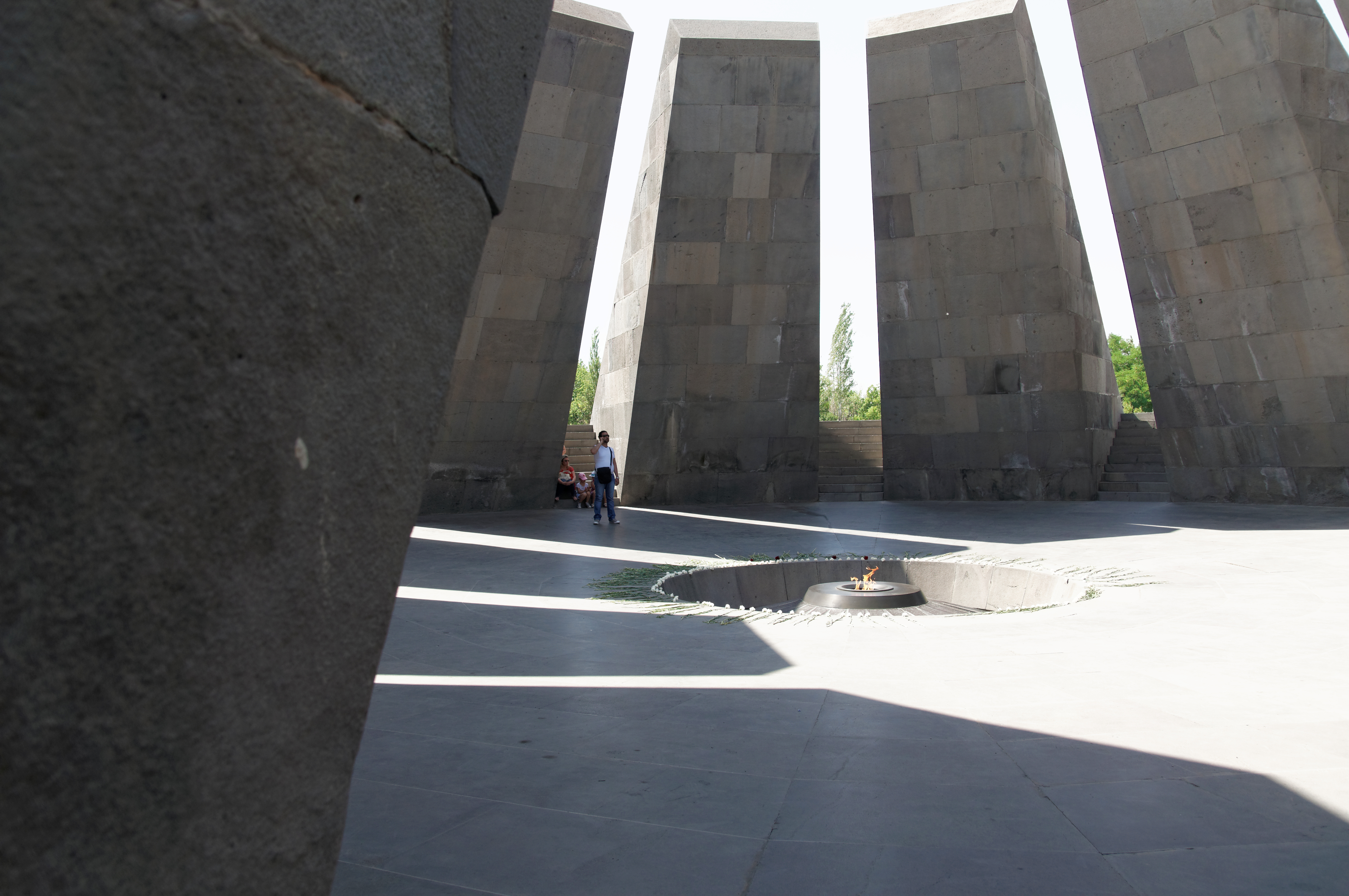
Цицернакаберд
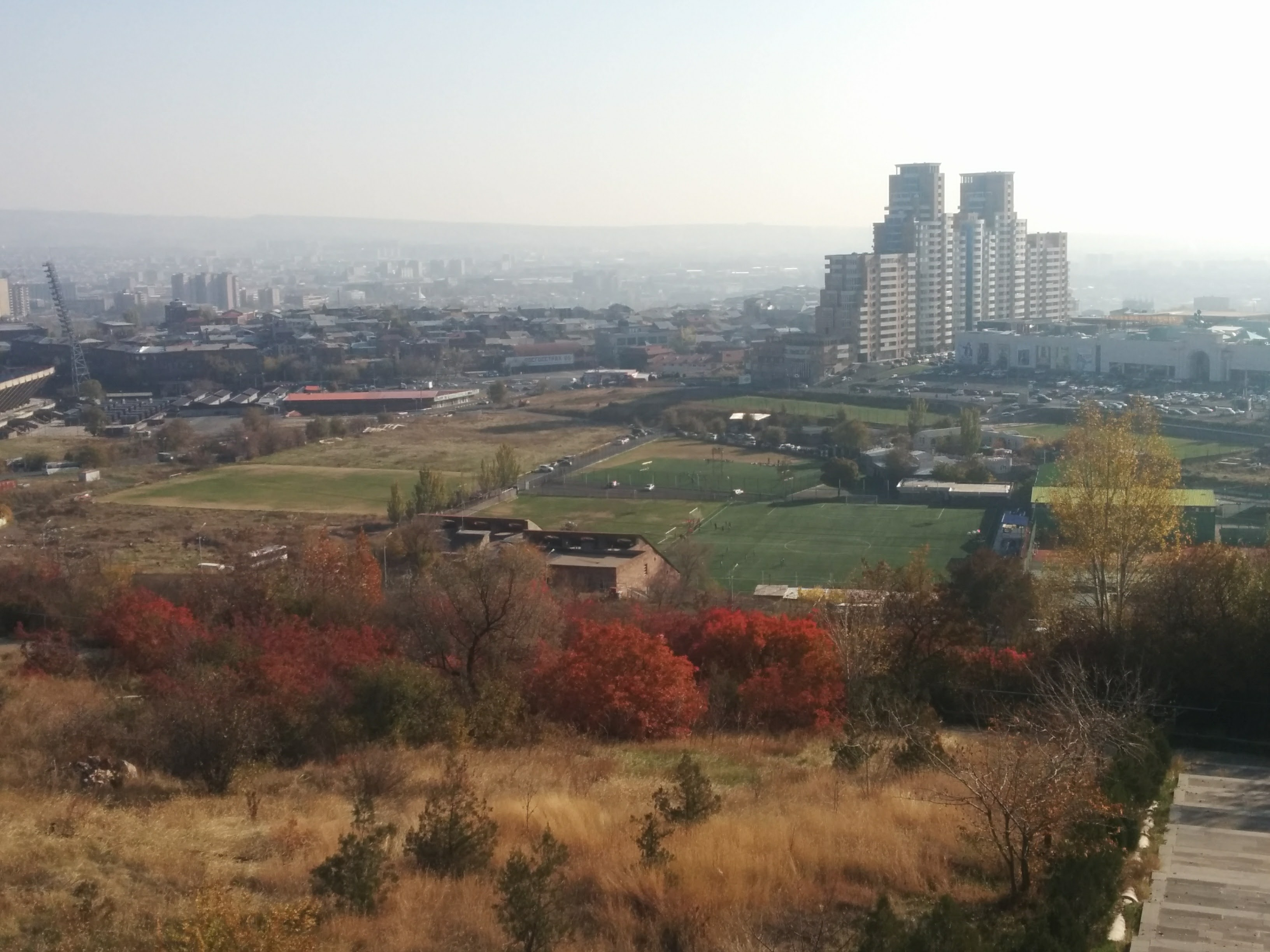
Єреван з пагорбів Цицернакаберд